# 汉密尔顿级巡逻舰
漢密爾頓級巡邏艦（英語：Hamilton-class cutter）是美國海岸警衛隊（US Coast Guard）在1960年代末至1970年代初所訂造的遠洋巡邏艦（cutter，又譯為「緝私艦」，起源於海岸巡防隊的前身是財政部緝私艦隊的典故），其滿載噸位等同巡防艦，艦上也裝有與軍艦同等級的火砲及偵蒐系統。該級艦於1967年3月18日正式服役，共建造12艘。主要任務執行遠程海上巡邏、搜救、海洋研究、執行海洋法等任務。
目前，美國海岸防衛隊所屬之漢密爾頓級在傳奇級國家安全艦服役後已全部退役，並經軍援途徑轉移給美國盟邦。2011年8月，美國向菲律賓海軍移交了一艘退役的同級艦，菲律賓海軍更名為葛雷戈里奧·德爾·皮拉爾級巡防艦。

## 設計
船體由鋼材製成，上部結構由鋁合金製成，艦艏形狀為弓形。應當指出，艦上配置了氣象學與海洋學等研究室 。
動力系統
強大的艦艇動力系統是改級的一大特點，採用了兩台功率達13,000千瓦的燃氣輪機，最高時速可達28節（52公里/小時）。此外，還有兩台2,600千瓦的柴油發動機，可以在不補充燃料的情況下，以經濟航速（17節）持續航行14,400海裡。此外艦艏還安裝一部通用電氣公司提供的艦艏推進器，功率350馬力，便於機動和近距離航行。漢密爾頓級在艦體後部設有飛機甲板和機庫，可以起降海岸警衛隊或美國海軍的直升機，這也擴大了艦艇的監控範圍和目標鎖定的距離。隨著服役時間的推移，該型還進行過幾次升級改進。
主動力系統為柴燃交替動力裝置，使用2台費爾班克斯·摩斯公司的12氣缸OP雙渦輪增壓柴油發動機（單台功率3,500軸馬力）、2台普惠公司的FA-4A 燃氣渦輪發動機（單台功率18,000軸馬力）和2部直徑為3.96米的可調螺距螺旋槳。
其中柴油發動機用於經濟巡航，使用一台柴油機時的航速可達12節，使用2台時達到17節，以延長其在海上執法巡邏的時間，續航力高達14,000海裡/12節；燃氣渦輪發動機則用於高速航行，使用一台燃氣渦輪發動機時的航速為22節，2台同時工作時的航速達29節，從而使該級砲艦可對海上搜救命令或執法行動命令做出快速反應。
此外，漢密爾頓級還安裝一部通用電氣公司提供的艦艏推進器，功率350馬力，便於機動和近距離航行。如果只使用艦艏推進器，艦隻的航速為5節。艦載設備所需的電力由2台功率為550千瓦、400安培的柴油發電機提供，另外還備有一台功率為500千瓦、400安培的緊急燃氣渦輪發電機，以便在應急時使用。

## 艦載設備
艦首甲板上安裝1至2座奧托布雷達76公厘艦炮，由MK92火控系統提供控制，主要用於防空作戰，也可用於對海攻擊，每分鐘射速達到80發。艦尾安裝一座方陣近迫武器系統，用於近程對空防禦，可攔截來襲飛機和反艦導彈等目標，每分鐘射速高達3,500發。
另外，艦上備有2挺白朗寧M2重機槍和安裝在左右兩舷的M242巨蝮式鏈炮，共同完成對近距離目標的反擊防守任務。同級3號艦“梅倫”號（WHEC-717）曾一度安裝了AGM-84魚叉反艦飛彈，這是唯一部署反艦飛彈的巡邏艦，但後來由於經費緊縮，美國海岸警衛隊拆除了該艦上的反艦導彈系統。
電子設備
艦載電子設備包括一部AN/SPS-40E對空搜索雷達、一部AN/SPS-73對海搜索雷達、AN/WLS－lH電子支援設備、MK92火控系統以及MF、HF、VHF、UHF通信系統。指揮和控制系統使用了美國海軍艦艇的同類先進系統，共有10台顯示器，可顯示來自艦上各種傳感器的數據信息，以便對目標進行監控、定位及跟踪等，同時完成本艦的機動以避免碰撞、確定搜救方式等任務。
艦載對抗裝置為一座12聯裝MK36箔條誘餌系統。它既可與艦載計算機、火控系統和其他傳感器連接，實施全自動發射，也可由干擾機控制實施干擾，能發射箔條彈或紅外干擾彈，一枚箔條彈的雷達反射面積就可以掩護整艘艦隻，一枚紅外彈的紅外輻射強度足以模擬一艘大型艦船的紅外線輻射，因此該系統具有很強的對雷達和反艦導彈實施干擾的能力。
艦載機
漢密爾頓巡邏艦的艦尾設有大型直升機甲板，配有一個伸縮式機庫，可搭載一架美國海岸警衛隊的HH-65海豚直升機或美國海軍的SH-2F型海妖直升機。當直升機起飛或降落時，機庫外殼整體向前收縮進上層建築之內，露出直升機起降平台；當直升機在起降平台停穩並不再起飛活動後，機庫外殼伸出構成機庫，以保護直升機免受海上惡劣環境的侵蝕或進行維護保養等。艦載直升機既可增強作戰能力，還可用於提供後勤支援。

## 同級艦
| 艦名            | 舷號     | 造船廠         | 置放龍骨   | 下水       | 服役       | 退役        | 結局                                                                                      |
| --------------- | -------- | -------------- | ---------- | ---------- | ---------- | ----------- | ----------------------------------------------------------------------------------------- |
| 漢密爾頓號      | WHEC-715 | 埃文代爾造船廠 | 1965-01    | 1965-12-18 | 1967-03-18 | 2011-03-28  | 於2011年5月13日移交至菲律賓海軍，並改名為葛雷戈里奧·德爾·皮拉爾號                         |
| 達拉斯號        | WHEC-716 | 埃文代爾造船廠 | 1966-02-07 | 1966-10-01 | 1968-03-11 | 2012-03-30  | 於2012年5月22日移交至菲律賓海軍，並改名為拉蒙·阿爾卡拉斯號                                |
| 梅隆號          | WHEC-717 | 埃文代爾造船廠 | 1966-07-25 | 1967-02-11 | 1968-01-09 | 22020-08-20 | 移交越南海洋警察局，編號CSB 8022                                                          |
| 蔡斯號          | WHEC-718 | 埃文代爾造船廠 | 1966-10-26 | 1967-05-20 | 1968-03-11 | 2011-03-29  | 移交至奈及利亞海軍，並改名為雷聲號(F90)                                                   |
| 鮑特韋爾號      | WHEC-719 | 埃文代爾造船廠 | 1966-12-12 | 1967-06-17 | 1968-06-24 | 2016-03-16  | 於2016年7月21日移交至菲律賓海軍，並改名為安德烈·滂尼發秀號                                |
| 舍曼號          | WHEC-720 | 埃文代爾造船廠 | 1967-01-25 | 1968-09-03 | 1968-08-23 | 2018-03-29  | 移交至斯里蘭卡海軍，並改名為伽闍巴忽號(P-626)                                             |
| 加勒廷號        | WHEC-721 | 埃文代爾造船廠 | 1967-04-17 | 1967-11-18 | 1968-12-20 | 2014-03-31  | 於2014年5月7日移交至奈及利亞海軍，並改名為奧克帕巴納號(F93)                               |
| 摩根索號        | WHEC-722 | 埃文代爾造船廠 | 1967-07-17 | 1968-02-10 | 1969-03-10 | 2017-04-18  | 於2017年5月25日移交至越南海洋警察局，編號CSB 8020                                         |
| 拉許號          | WHEC-723 | 埃文代爾造船廠 | 1967-10-23 | 1968-11-16 | 1969-07-03 | 2015-02-03  | 於2015年5月6日移交至孟加拉海軍，並改名為Somudra Avijan                                    |
| 道格拉斯·蒙羅號 | WHEC-724 | 埃文代爾造船廠 | 1970-02-18 | 1970-12-05 | 1971-09-27 | 2021-04-24  | 於2021年10月26日移交至斯里蘭卡海軍，並改名為維闍耶巴忽號(P627) ，該艦於2022年11月20日入役 |
| 賈維斯號        | WHEC-725 | 埃文代爾造船廠 | 1970-09-09 | 1971-04-24 | 1972-08-04 | 2012-10-02  | 於2013年5月23日移交至孟加拉海軍，並改名為Somudra Joy                                      |
| 約翰·米德蓋特號 | WHEC-726 | 埃文代爾造船廠 | 1971-04-05 | 1971-09-04 | 1972-03-17 | 2020-06     | 於2021年6月1日移交至越南海岸警衛隊，編號CSB 8021                                          |

## 現役國
- 菲律賓：3艘
- 奈及利亞：2艘
- ：2艘
- 越南：3艘
- 斯里蘭卡：2艘

## 退役國
- 美国：2020 除役

## 補充
1. ↑  致敬美國首任財政部長亞歷山大·漢彌爾頓
2. ↑  致敬美菲戰爭菲律賓革命軍（英语：Philippine Revolutionary Army）的將軍葛雷戈里奧·德爾·皮拉爾（英语：Gregorio del Pilar）
3. ↑  致敬美國財政部長亞歷山大·J·達拉斯
4. ↑  致敬在二戰時榮獲銀星勳章的菲律賓海軍准將拉蒙·阿爾卡拉斯（英语：Ramon Alcaraz）
5. ↑  致敬美國財政部長安德魯·威廉·梅隆
6. ↑  致敬美國財政部長薩蒙·波特蘭·蔡斯
7. ↑  致敬美國財政部長喬治·S·鮑特韋爾
8. ↑  致敬菲律賓革命之父安德烈·滂尼發秀
9. ↑  致敬美國財政部長約翰·舍曼
10. ↑  斯里蘭卡君主伽闍巴忽一世（英语：Gajabahu I）
11. ↑  致敬美國財政部長艾伯特·加勒廷
12. ↑  伊加拉語（英语：Igala language）中Okpabana為雷聲的意思
13. ↑  致敬美國財政部長小亨利·摩根索
14. ↑  致敬美國財政部長理查德·拉什
15. ↑  致敬在二戰中犧牲並獲得榮譽勛章的美國海岸防衛隊通訊兵道格拉斯·阿爾伯特·蒙羅（英语：Douglas Albert Munro）上士，蒙羅上士也是迄今唯一一位榮獲榮譽勛章的海岸防衛隊成員
16. ↑  斯里蘭卡君主維闍耶巴忽一世（英语：Vijayabahu I）
17. ↑  致敬美國緝私巡邏艇部隊（英语：United States Revenue Cutter Service）大衛·H·賈維斯（英语：David H. Jarvis）上校
18. ↑  致敬美國海岸警衛隊小約翰·艾倫·米德蓋特（英语：John Allen Midgett Jr.）准尉